# سد بوحنيفية
يقع سد بوحنيفية على بعد 400 كلم شمال غرب الجزائر العاصمة، وحوالي 100 كلم جنوب وهران، و25 كلم من معسكر، بُني عام 1929، وملىء بالمياه عام 1940، وأطلق عام 1945 بسعة مائية أولية تبلغ 73.106 م 3.
الخصائص الهيكلية

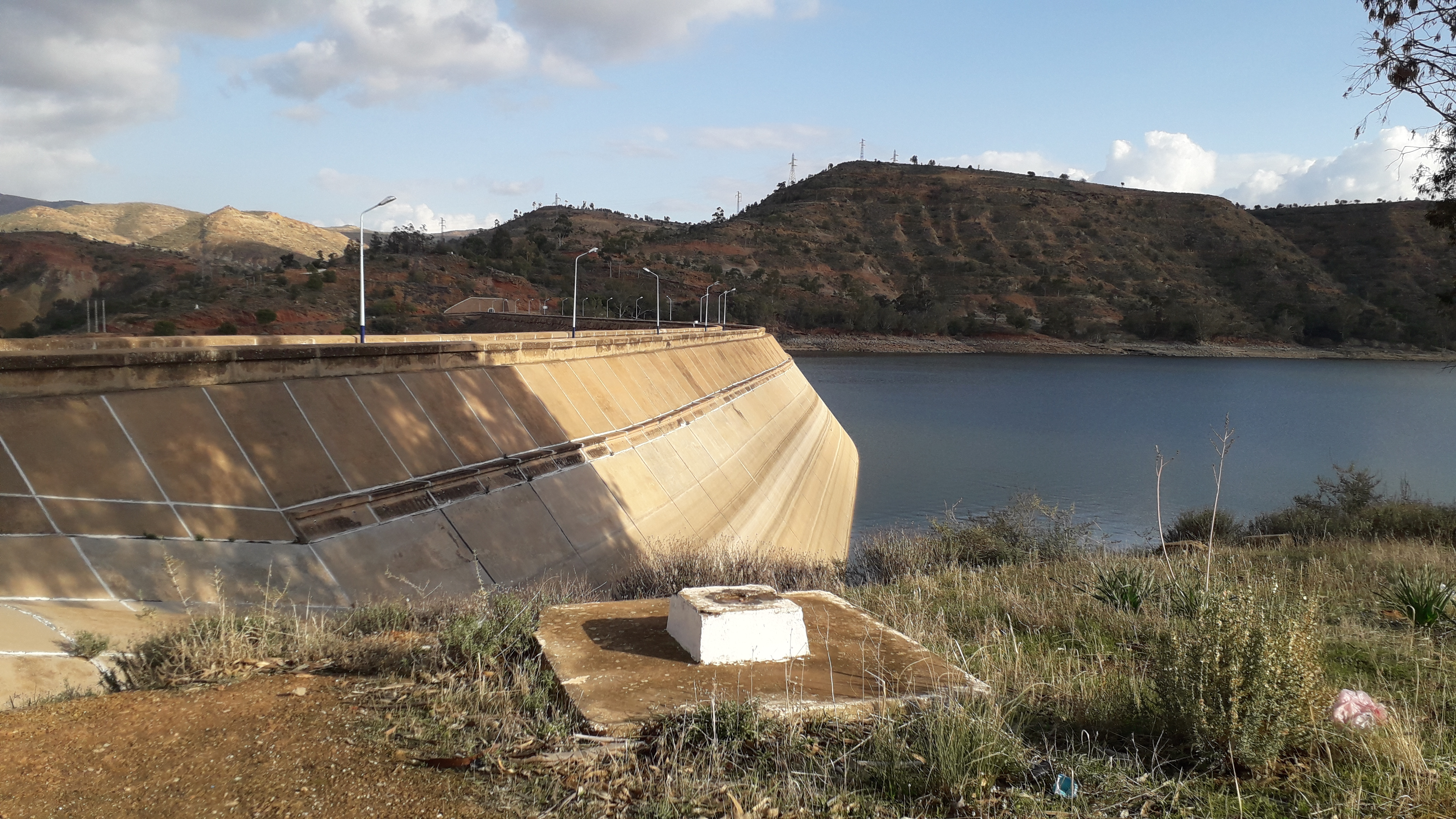

سد بوحنيفية عبارة عن سد صخري يبلغ ارتفاعه 54 مترًا، مع مرشح وقائي من خمس طبقات متتالية لزيادة حجم الجسيمات من القلب. يحتوي الوجه العلوي للسد على قناع مقاوم للماء مكون من طبقتين من الخرسانة البيتومينية بسماكة 6 سم وطلاء خرساني مقوى واقي. عند مستوى القمة، يبلغ الطول الإجمالي 464 مترًا والعرض 5 مترًا. عند القاعدة يصل العرض إلى حوالي 125 مترًا.
الخصائص الهيدروغرافية
السد هو جزء من مجمع يتكون من ثلاثة سدود متتالية (وويزرت، بوحنيفية، فرجوج)، مثبتة في وادي الحمام ويقدم شكل ممدود بطول إجمالي يبلغ 150 كم ومتوسط عمق 790 م. محور الوادي هو نقطة التقاء ثلاثة وديان (مليرير وهونيت وساهويت).
يتكون وادي هوونيت من التقاء وديان سيفيوم وبربور. يتشكل وادي الصهوات من التقاء وديان تاريا وصيدا، اللذان يمدان كلاهما بسد ويزرت ويوسعهما وادي فكان.
يتميز النظام الهيدرولوجي للوادي في محطة الأنهار الثلاثة بعدم انتظامه الشديد ، المكاني والزمني ، بمياه الخريف المرتفعة ، والشتاء والربيع مع التدفق المعتدل ، وانخفاض منسوب المياه في الصيف للغاية ، حيث يختلف الحد الأدنى لمعدل التدفق من 0 إلى 2.5 متر مكعب / ثانية ؛ غالبًا ما يتجاوز متوسط التدفقات اليومية 200 متر مكعب / ثانية ، ويصل الحد الأقصى لمعدل التدفق 600 م 3 / ثانية
تبلغ كثافة تصريف الشبكة الهيدروغرافية 1.7 كم / كم 2، ويبلغ متوسط انحدار الوادي الرئيسي 5.7 م/كم. تبلغ مساحة مستجمعات المياه في وادي الحمام ما يقرب من 5،560 كم 2 ، ويبلغ أقصى عمق لها 1،455 م ، على الرغم من أن 65٪ من مساحة الحوض أقل من 1،000 م، و3.6٪ فوق 1200 م، وهي أعلى نقطة. أكثر من 1400 متر بالقرب من ملتقى المقطع. وهي تمثل حوضًا فرعيًا لمنطقة مستجمعات المياه الإقليمية الكبيرة للمكتعة، بمساحة 14390 كيلومترًا مربعًا، وتقع في الوحدة الفيزيوجرافية للمرتفعات، بين أطلس تيليان في الشمال وأطلس الصحراء في الجنوب.
خصائص الأرصاد الجوية
تتأثر منطقة مستجمعات المياه في وادي الحمام بالمناخ شبه الجاف، حيث تتراوح درجة الحرارة من 8-10 درجات مئوية في الشتاء إلى 30 درجة مئوية في الصيف ومتوسط هطول الأمطار السنوي 300-400 ملم. 
تتباين الاختلافات في هطول الأمطار بشكل خاص، سواء من وجهة النظر السنوية أو السنوية، مع سنوات من الجفاف الشديد.
خصائص الغطاء النباتي
النشاط الرئيسي الذي يمارس في منطقة مستجمعات المياه في بوحنيفية هو الزراعة. في الجزء الجنوبي من الحوض، تسود محاصيل الحبوب والخضروات، والتي تغطي التربة فقط في بعض المواسم. في الجزء الشمالي، ما يقرب من ربع المساحة مغطاة بالغابات. ومع ذلك، فقد شهدت هذه المنطقة تناقصًا في السنوات الأخيرة بشكل رئيسي بسبب الأعمال البشرية والحرائق، مما زاد من مخاطر تآكل التربة والجريان السطحي عبر الحوض.
الخصائص الحجرية
تعكس مجموعة الصخور في مستجمعات المياه التنوع الكبير للتكوينات الجيولوجية الرباعية كما هو موضح في الشكل 3، نجد بشكل أساسي مارل (30٪)؛ رواسب البلاستيك السيليسي غير المجمعة (22٪)؛ الحجر الجيري (21٪)؛ البريشيا والتكتلات (14٪)؛ الأحجار الرملية (9٪)؛ طين (1٪)؛ وغيرها من الصخور الرسوبية غير المتمايزة (3٪).